# Brigitte Cuypers
Brigitte Cuypers (Città del Capo, 3 dicembre 1955) è un'ex tennista sudafricana.

## Carriera
In carriera ha vinto un titolo nel singolare e tre titoli di doppio. Nei tornei del Grande Slam ha ottenuto il suo miglior risultato raggiungendo i quarti di finale di doppio a Wimbledon nel 1977, in coppia con la connazionale Marise Kruger.
In Fed Cup ha disputato un totale di 5 partite, ottenendo una vittoria e 4 sconfitte.

## Statistiche

### Singolare

#### Vittorie (1)
| Numero | Anno             | Torneo                           | Superficie | Avversaria in finale | Punteggio     |
| 1.     | 28 novembre 1976 | South African Open, Johannesburg |            | Laura DuPont         | 6-7, 6-4, 6-1 |

### Singolare

#### Finali perse (5)
| Numero | Anno             | Torneo                                    | Superficie | Avversaria in finale | Punteggio     |
| 1.     | 10 giugno 1973   | Torneo di Chichester, Chichester          |            | Dianne Fromholtz     | 1-6, 0-6      |
| 2.     | 31 dicembre 1975 | South African Open, Johannesburg          |            | Annette Du Plooy     | 3-6, 6-3, 4-6 |
| 3.     | 15 agosto 1976   | US Clay Court Championships, Indianapolis |            | Kathy May            | 4-6, 6-4, 2-6 |
| 4.     | 4 dicembre 1977  | South African Open, Johannesburg          |            | Linky Boshoff        | 4-6, 1-6      |
| 5.     | 19 agosto 1979   | Canada Open, Toronto                      |            | Laura DuPont         | 4-6, 7-6, 1-6 |

### Doppio

#### Vittorie (3)
| Numero | Anno            | Torneo                         | Superficie  | Compagna         | Avversarie in finale          | Punteggio     |
| 1.     | 9 febbraio 1976 | Virginia Slims of Akron, Akron |             | Mona Guerrant    | Glynis Coles Florența Mihai   | 6-4, 7-6      |
| 2.     | 13 giugno 1976  | Kent Championships, Beckenham  |             | Annette Du Plooy | Nataša Čmyreva Ol'ga Morozova | 9-7, 6-4      |
| 3.     | 22 maggio 1977  | Internazionali d'Italia, Roma  | Terra rossa | Marise Kruger    | Bunny Bruning Sharon Walsh    | 3-6, 7-5, 6-2 |

### Doppio

#### Finali perse (4)
| Numero | Anno            | Torneo                           | Superficie | Compagna         | Avversarie in finale            | Punteggio     |
| 1.     | 11 luglio 1976  | WTA Swiss Open, Gstaad           |            | Annette Du Plooy | Betsy Nagelsen Wendy Turnbull   | 4-6, 4-6      |
| 2.     | 2 ottobre 1977  | Eckerd Tennis Open, Palm Harbor  |            | Marise Kruger    | Linky Boshoff Ilana Kloss       | 7-6, 2-6, 2-6 |
| 3.     | 9 ottobre 1977  | Toyota Classic, Atlanta          | Sintetico  | Marise Kruger    | Martina Navrátilová Betty Stöve | 4-6, 2-6      |
| 4.     | 4 dicembre 1977 | South African Open, Johannesburg |            | Marise Kruger    | Linky Boshoff Ilana Kloss       | 7-5, 3-6, 3-6 |